# Enicospilus iracundus
Enicospilus iracundus là một loài tò vò trong họ Ichneumonidae.